# Pavlač

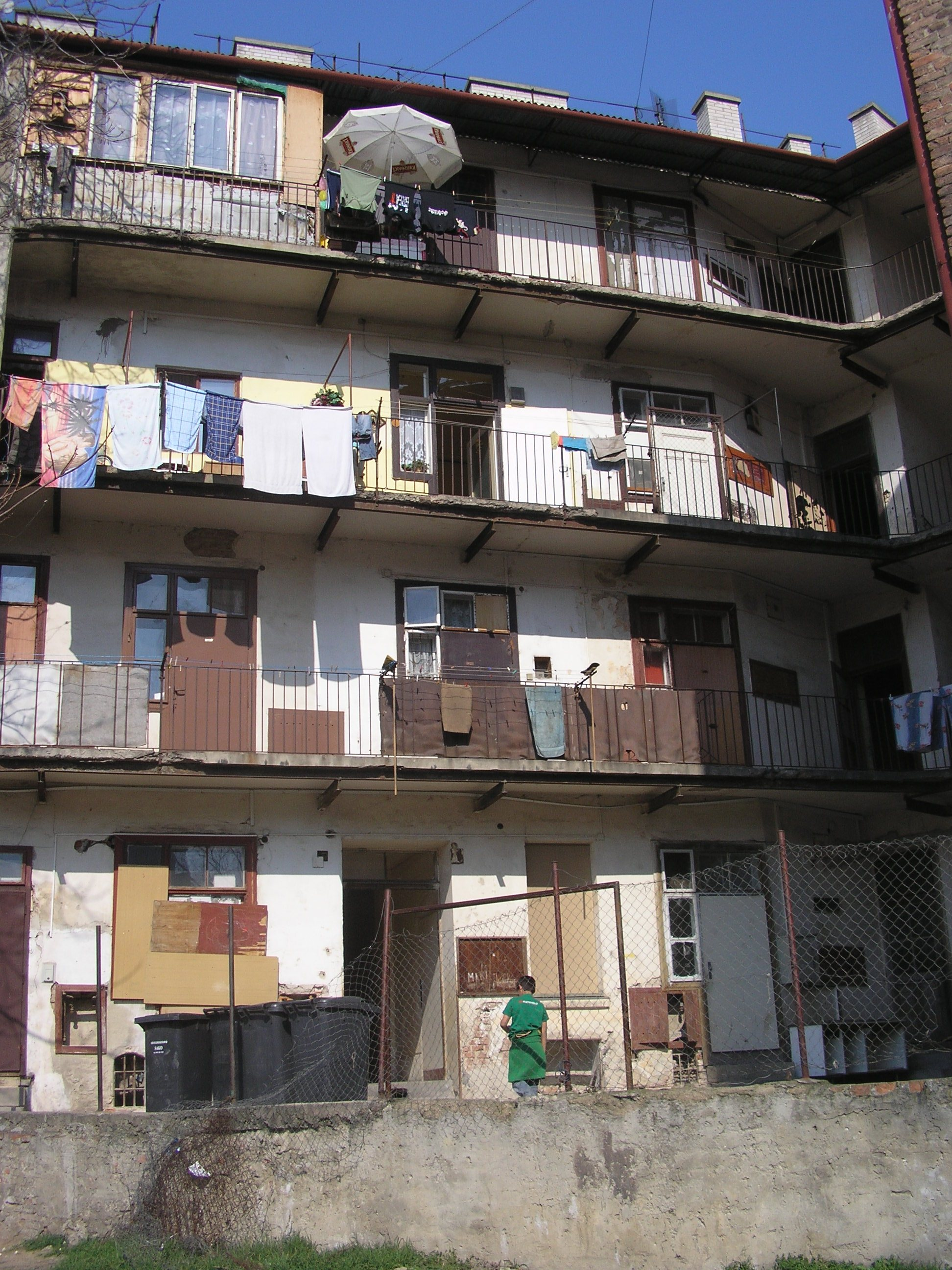
Pavlačový dům v Brně

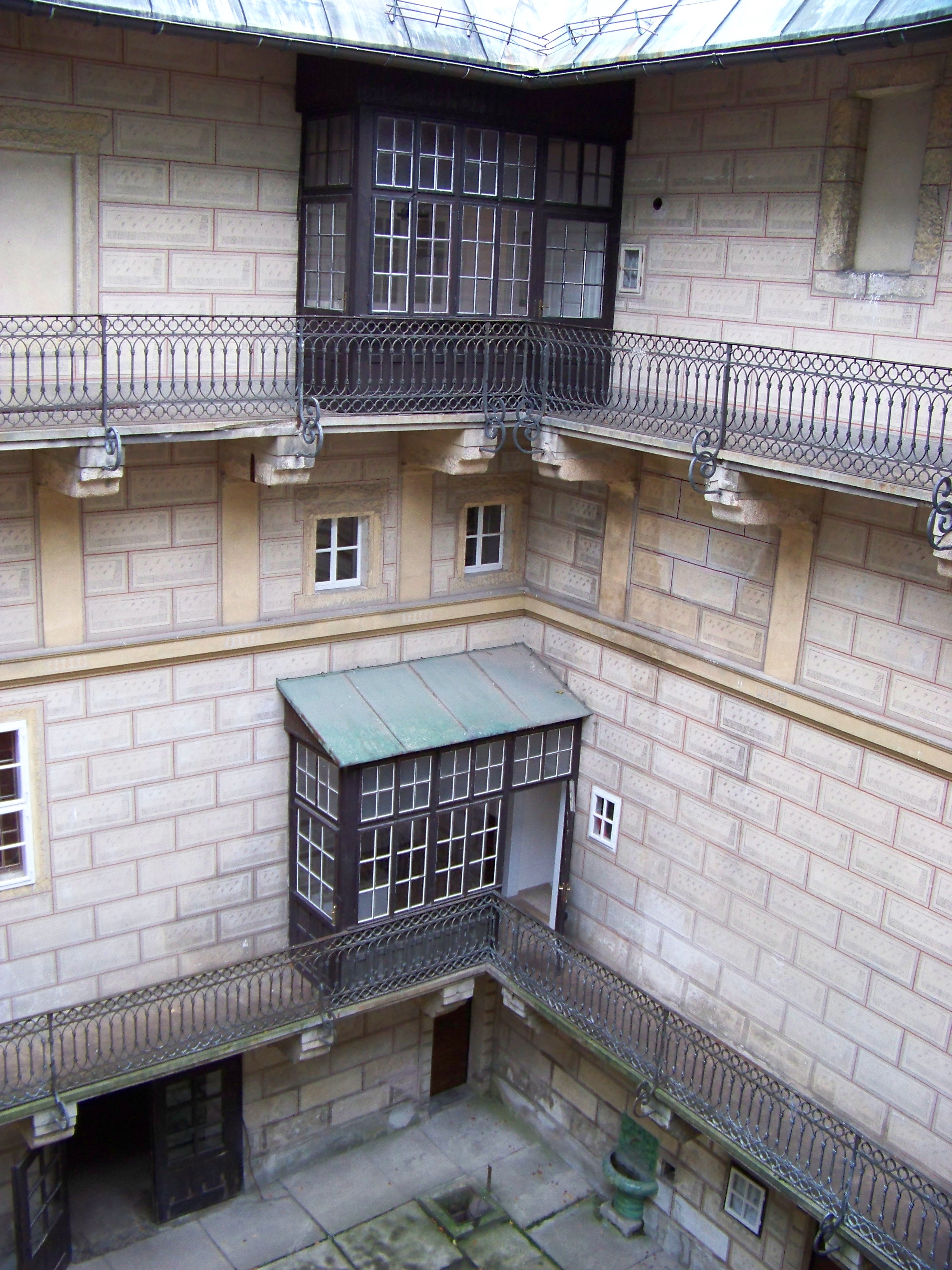
Pavlače kolem vnitřního nádvoří hradu Houska

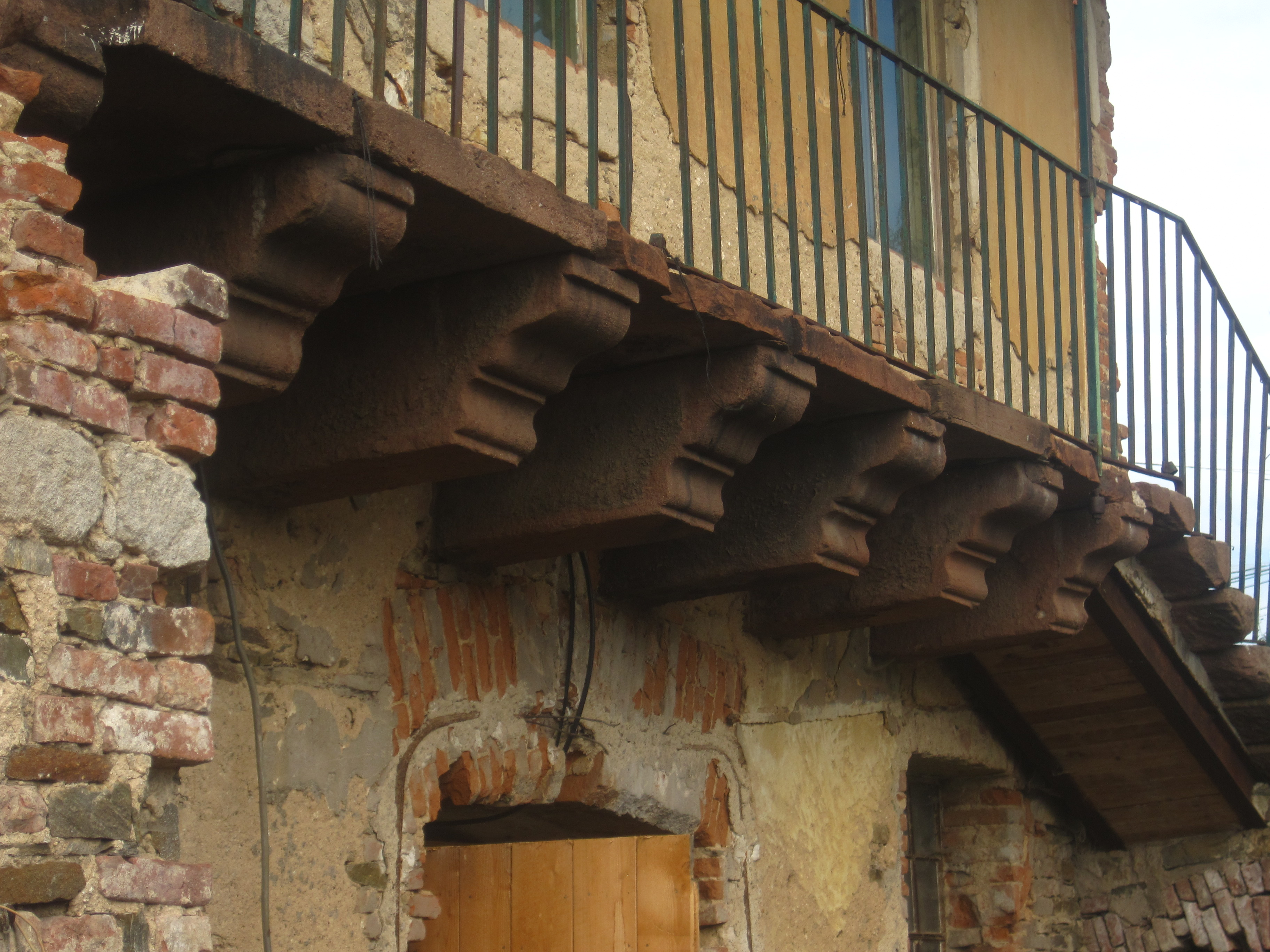
Pavlač na kamenných krakorcích.

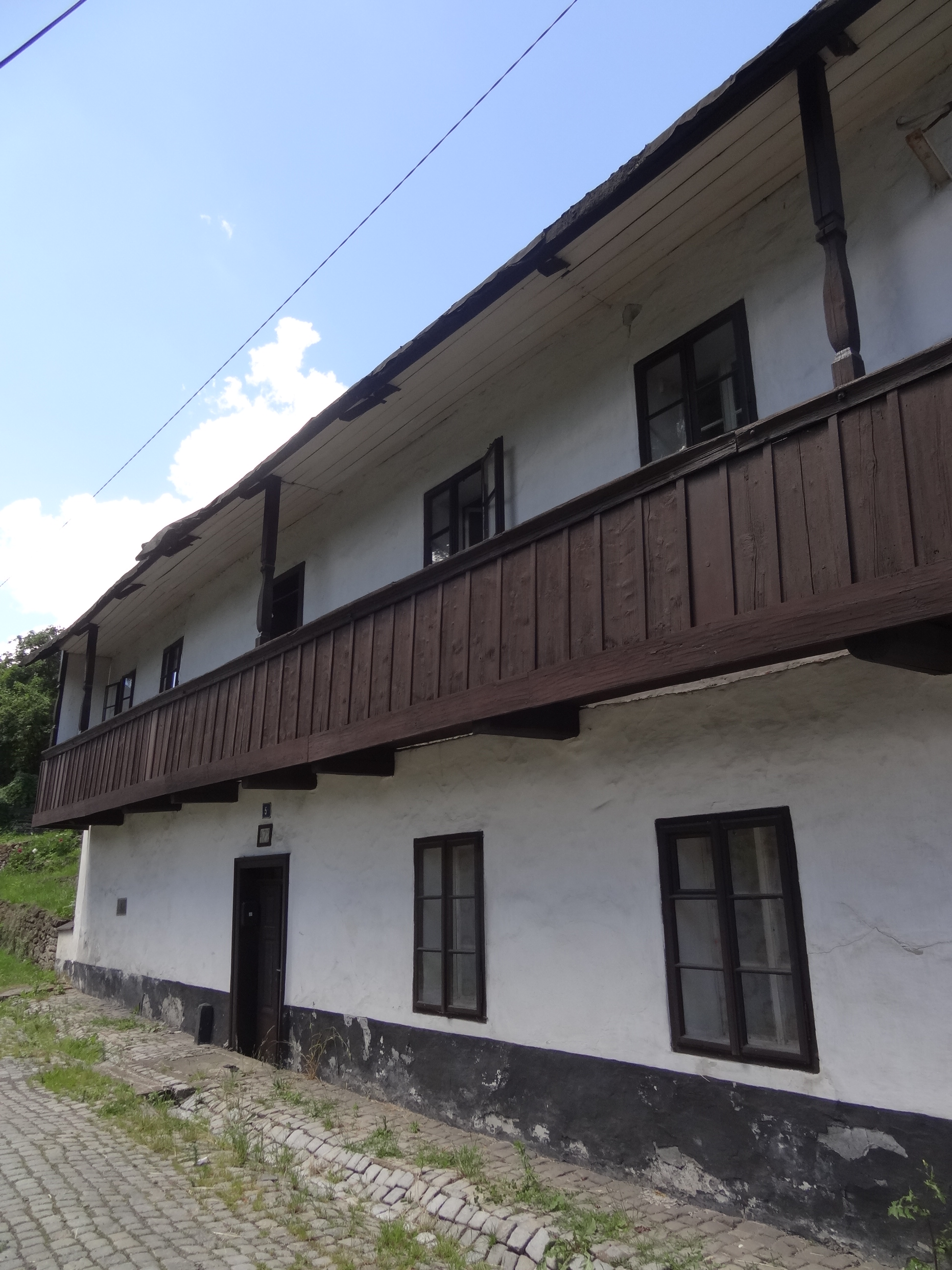
Dřevěná pavlač z roku 1813 na domě Kobylí důl 472

Pavlač je předsazená konstrukce přečnívající před nosnou zdí, která slouží jako přístupová cesta k jednotlivým bytům v jednom podlaží. Na konci 19. století a na začátku 20. století se používaly především u bytových objektů nižší kategorie. V nynější době se používají především v oblastech mírnějšího klimatu u bytových objektů s menším počtem podlaží. V dřívější době se nejčastěji používaly pavlače podepřené kamennými krakorci a později ocelovými konzolami.

## Používané materiály
- kámen
- dřevo
- ocel
- beton
- kombinované

## Další významy
Pavlač je též název hudebně-kulturního festivalu, který se od roku 1995 pořádá na Fakultě sociálních věd UK v Praze na pavlačích budovy Hollar.
Pavlač může být též slezské a valašské označení pro kruchtu.